# 端木采
端木采，字子畴，上元（今南京）人，清代书法家。

## 生平
清道光二十九年（公元1849年），任内阁侍读。性格孤僻，独自居住在京城。

## 书法
擅长颜体，尤其擅长小楷。